# Hrabstwo Oneida (Wisconsin)
Hrabstwo Oneida (ang. Oneida County) – hrabstwo w stanie Wisconsin w Stanach Zjednoczonych.
Obszar całkowity hrabstwa obejmuje powierzchnię 1235,88 mil² (3200,91 km²). Według szacunków United States Census Bureau w roku 2009 miało 35 930 mieszkańców. Jego siedzibą administracyjną jest Rhinelander.
Hrabstwo zostało utworzone z Lincoln w 1885. Nazwa pochodzi od Indian Oneida.
Na obszarze hrabstwa znajduje się Park Narodowy Nicolet (część).
Na obszarze hrabstwa znajdują się rzeki Little Rice, Little Somo, Pelican, Somo, Tomahawk, Willow, Wisconsin i Wolf oraz 1129 jezior.

## Miasta
- Cassian
- Crescent
- Enterprise
- Hazelhurst
- Lake Tomahawk
- Little Rice
- Lynne
- Minocqua
- Monico
- Newbold
- Nokomis
- Pelican
- Piehl
- Pine Lake
- Rhinelander
- Schoepke
- Stella
- Sugar Camp
- Three Lakes
- Woodboro
- Woodruff

## CDP
- Lake Tomahawk
- Minocqua
- Three Lakes
- Woodruff